# Ascobolus stictoideus
Ascobolus stictoideus är en svampart som beskrevs av Speg. 1879. Ascobolus stictoideus ingår i släktet Ascobolus och familjen Ascobolaceae.  Arten är reproducerande i Sverige. Inga underarter finns listade i Catalogue of Life.